# Sandy Whitelaw
Alexander "Sandy" Whitelaw (28 d'abril de 1930 - 20 de febrer de 2015) va ser un actor, productor, director i subtitulador britànic.

## Primers anys
Whitelaw va néixer a Londres i es va educar a Suïssa, el Regne Unit i els Estats Units. Va representar el Regne Unit com a esquiador als Jocs Olímpics d'Estiu de 1956.

## Carrera com a cineasta
La carrera cinematogràfica de Whitelaw va començar quan va treballar com a assistent del productor David O. Selznick a la pel·lícula de 1957 Adéu a les armes. També va treballar per a la productora Hecht-Lancaster. Va continuar treballant per a United Artists en diverses funcions, inclòs com a cap de producció de la UA Europa.
En aquesta època es va establir a Londres i va treballar en pel·lícules com L'últim tango a Parísde Bernardo Bertolucci (1972), Roma (1972) de Federico Fellini i El Decameró de Pier Paolo Pasolini (1971). Va dirigir dues pel·lícules: Lifespan (1974), protagonitzada per Klaus Kinski, i Vicious Circles (1997), protagonitzada per Ben Gazzara. Va actuar en diverses pel·lícules com Der amerikanische Freund (1977), Broken English  (1981) i De tant bategar se m'ha parat el cor (2005).
Whitelaw va començar a treballar com a subtitulador a la dècada de 1970 a París. Va ser el productor Pierre Cottrell qui va suggerir que subtitulés la pel·lícula de Jean Eustache Mes petites amoureuses. Va continuar treballant com a subtitulador durant quatre dècades.

## Pel·lícules subtitulades
Whitelaw va proporcionar subtítols en anglès per a més de 1.000 pel·lícules durant un període de diverses dècades. Una vegada ho va anomenar "com cobrar per fer mots encreuats". Un dels treballs més difícils que va assumir va ser el de subtitular, amb Stephen O'Shea, de la pel·lícula de 1995 de Mathieu Kassovitz La Haine. Els seus subtítols per a aquesta pel·lícula van rebre una atenció crítica considerable.
Notable titles subtitled by Whitelaw include:
- Mes petites amoureuses (Eustache, 1974)
- Pauline à la plage (Rohmer, 1983)
- Danton (Wajda, 1983)
- Shoah (Lanzmann, 1985)
- La Haine (Kassovitz, 1995)
- Vers le sud (Cantet, 2005)
- Quai d'Orsay (Tavernier, 2013)

## Filmografia
| Any  | Títol                                                     | Paper                                    | Notes         |
| ---- | --------------------------------------------------------- | ---------------------------------------- | ------------- |
| 1975 | Vincent mit l'âne dans un pré (et s'en vint dans l'autre) | Jérôme                                   |               |
| 1977 | Der amerikanische Freund                                  | Arzt a Paris                             |               |
| 1977 | Les apprentis sorcier                                     |                                          |               |
| 1978 | Robert et Robert                                          | El guia anglès                           |               |
| 1978 | La Tortue sur le dos                                      | Prokosch                                 |               |
| 1979 | Lady Oscar                                                | Un invité au bal noir                    |               |
| 1981 | Beau-père                                                 | Le père de la jeune fille (anniversaire) | Uncredited    |
| 1981 | Broken English                                            | Arms Dealer                              |               |
| 1982 | Tout feu, tout flamme                                     |                                          |               |
| 1982 | Enigma                                                    |                                          |               |
| 1984 | Notorious Nobodies                                        |                                          |               |
| 2005 | De tant bategar se m'ha parat el cor                      | Mr. Fox                                  |               |
| 2012 | Au galop                                                  | Homme veillée                            | (paper final) |